# Panwapa
Panwapa（パンワパ）は、アメリカ合衆国のPBS Kidsで2007年にiTunesで配信され、2008年1月19日から2009年8月6日までに放送された子供向けのテレビ番組。この番組はセサミワークショップとメリルリンチ財団による共同制作で、多様な文化・教育背景を持った世界中の子供たちのために作られている。日本でもiTunesで配信された。

## キャラクター
アジボ
操演 - ケビン・クラッシュ / 日 - 石原慎一
本作の主人公。サッカーが大好きで、スパイスたっぷりの麺類が好き。
ビル・ザ・バグ
操演 - ジョーイ・マッツァリーノ / 日 - 不明
エルモと毛布の大冒険のバグを再利用している。
ココ・ザ・ペンギン
操演 - レスリー・カラーラ・ルドルフ / 日 - 不明
アテナ
操演 - フラン・ブリル / 日 - 不明
パンワパの案内役。
タンガー・ザ・タイガー
操演 - マーティン・P・ロビンソン、声 - ナイジェル・プラスキット / 日 - 不明
バーブラ・シープ
操演 - カルメン・オスバール
パンワパ島に住んでいるヒツジだが、言葉は話せない。

## エピソード
1. ハロー、PANWAPAとう!
2. お日さまにメェ～ お月さまにうたおう
3. ヒツジみたいにおしゃべり
4. ゆきものがたり